# El Grau (el Brull)
El Grau és una masia del Brull (Osona) protegida com a Bé Cultural d'Interès Local.

## Descripció
Casa de grans dimensions, de planta quadrangular i quatre façanes. Té planta baixa, un pis i golfes, i la teulada és de quatre vessants. La façana principal mira a llevant i s'hi accedeix a través d'un portal que delimita una ampla era per ponent. Cavallerisses a tramuntana i corts a llevant i al sud delimiten l'era. La casa, ampliada cap al sud amb un cos nou (1793), té una galeria porticada en aquest indret, al nivell del primer pis i de les golfes. A la façana principal es pot veure un portal de mig punt amb grans dovelles i dues finestres d'aire neogòtic. L'interior respon a l'estructura de les cases de pagès, combinant els espais residencials, al pis, i els de magatzems.

## Història
Encara que en el portal principal es pugui llegir: "1568 Bernat G.", la construcció que es pot contemplar avui data bàsicament del segle xviii, moment en què s'hauria duplicat gairebé el volum del casal, concretament el 1793, ampliant-lo cap al sud. El feu que avui dia aquesta casa segueixi sent un important centre agrari i ramader ha contribuït notablement a que el seu estat de conservació sigui òptim.
La senzillesa de les seves línies austeres li donen un aire senyorial, fet al que també hi contribueix tant el volum com la planta rectangular no alterada. És destacable la cavallerissa, de construcció més moderna, que delimita l'era de la casa per la part nord.